# Trichomanes tanaicum
Trichomanes tanaicum är en hinnbräkenväxtart som beskrevs av William Jackson Hooker. Trichomanes tanaicum ingår i släktet Trichomanes och familjen Hymenophyllaceae. Inga underarter finns listade.